# 向阳川镇
向阳川镇，是中华人民共和国黑龙江省佳木斯市富锦市下辖的一个乡镇级行政单位。

## 行政区划
向阳川镇下辖以下地区：
向阳川村、丰太村、福安村、大兴村、后山村、泰山村、正兴村、中和村、建和村、正和村、龙安村、东兴村、东来村、择林村、马鞍山村、前进村、福泉村、六合村、桂仁村、友谊村、永太村、孟家岗村、永福村、长春岭村、徐家店村、连山村、安洪村、宝山村、太和村、龙富村、东新民村和福庆村。